# Willi Pürstl
Willi Pürstl (* 10. Jänner 1955 in Schöder, Steiermark) ist ein ehemaliger österreichischer Skispringer und Skisprungtrainer. Sein größter Erfolg war der Gewinn der Vierschanzentournee 1974/75. Heute arbeitet und lebt er in Ottawa, Kanada.

## Leben

### Sportliche Laufbahn
Pürstl begann als Sechsjähriger mit dem Skispringen. Auch sein Vater, der Gemeindesekretär Johann Pürstl und sein Bruder Rudolf waren als Skispringer aktiv. Pürstl startete seine Skisprungkarriere auf gebrauchten Skiern des ebenfalls aus Schöder stammenden erfolgreichen Skispringers Willi Egger. Pürstl zeigte schnell erste Erfolge und kam schließlich auf das Schigymnasium Stams. Anfang der 1970er Jahre schaffte er den Sprung in die österreichische Nationalmannschaft. Zunächst blieben große Erfolge aber aus. Bei seinem ersten Start bei der Vierschanzentournee 1972/73 erreichte er am Ende nur Rang 67 der Gesamtwertung. Auch bei der Vierschanzentournee 1973/74 blieb er als 91. noch weit hinter den Erwartungen zurück. Wenige Wochen später sicherte sich Pürstl bei den Staatsmeisterschaften seinen ersten und einzigen nationalen Skisprungtitel.
Im November 1974 stürzte Pürstl bei einem Trainingssprung, wobei er sich ein Schulterblatt brach. Nachdem er einen kompletten Oberkörpergips trug, war seine Teilnahme an der Vierschanzentournee 1974/75 gefährdet. Jedoch schaffte es Pürstl nach Entfernung des Gips Anfang Dezember innerhalb weniger Tage fit zu werden und die Qualifikation für das erste Tourneespringen zu erreichen. Überraschend feierte er auf der Schattenbergschanze in Oberstdorf einen deutlichen Tagessieg. Bei den folgenden Springen gewann ausnahmslos Karl Schnabl, der jedoch beim Auftaktspringen nur auf Rang 35 gesprungen war. Damit konnte sich Pürstl als erst zweiter Österreicher nach Sepp Bradl 1953 am Ende die Gesamtwertung der Vierschanzentournee sichern.
Mit diesem Tourneesieg wurde er zum Protagonisten des erfolgreichen österreichischen Skisprungteams der 1970er Jahre, das unter Trainer Baldur Preiml auch Springer wie Toni Innauer, Karl Schnabl, Alois Lipburger, Edi Federer, Hans Millonig, Hans Wallner, Alfred Pungg, Rupert Gürtler und Walter Schwabl hervorbrachte. Im Verein mit den älteren, erfolgreichen Springern Rudi Wanner und Reinhold Bachler machte dieses junge Team 1975 Österreich zur führenden Skisprung-Nation.
Bei einem Sprung von der Bergiselschanze stürzte der eigentlich sichere Pürstl bereits am Schanzentisch, schlug hart auf, verlor das Bewusstsein und schleuderte entlang der Betonbefestigung an den Besuchertribünen entlang und durchschlug mehrere Weitentafeln. Er erlitt dabei jedoch überraschend nur eine Gehirnerschütterung und eine Fersenverletzung.
Für die Olympischen Winterspiele 1976 war Pürstl qualifiziert, jedoch setzte er vor den Spielen ein neues Bindungssystem ein. Gegen dies protestierten Springer und Betreuer aus Deutschland. Mit der Umstellung auf das herkömmliche Material kam Pürstl nicht klar und wurde daraufhin aus der Mannschaft für Innsbruck gestrichen.
Mit der ersten Saison 1979/80 gehörte er auch zum ersten Kader im neugeschaffenen Skisprung-Weltcup. Dabei sprang Pürstl auf der Tremplin du Dauphiné in Saint-Nizier-du-Moucherotte und auf der Gross-Titlis-Schanze in Engelberg zweimal auf den fünften Platz. Am Ende wurde er 29. der Weltcup-Gesamtwertung. Im folgenden Jahr startete er noch einmal bei der Vierschanzentournee 1980/81, kam aber über den 70. Gesamtrang nicht hinaus. Wenig später beendete er mit nur 26 Jahren seine aktive Skisprungkarriere.

### Trainerlaufbahn
Auch nach Beendigung seiner aktiven Laufbahn blieb Pürstl dem Skispringen treu und übernahm für drei Jahre die spanische Nationalmannschaft. Nach seiner Übersiedlung nach Kanada wurde er Cheftrainer der dortigen Mannschaft, in der er unter anderem mit Horst Bulau und Steve Collins Erfolge erzielte. In der Folge bekam Pürstl auch Jobangebote für Trainerstellen in Italien und den Vereinigten Staaten. Diese lehnte er jedoch ab und blieb auch nach Beendigung seines Trainerjobs in Kanada.

### Journalist
Pürstl wanderte 1988 nach Kanada aus und nahm die kanadische Staatsbürgerschaft an. Nachdem er dort eine kurze Ausbildung beim Fernsehen absolviert hatte, bekam er eine erste Reporterstelle und berichtete von den Jugoslawienkriegen und aus Miami. Zeitweise hatte er sein Büro als news producer (Leiter eines Nachrichtenformats) beim kanadischen Fernsehsender CHUM News Service im Parlament von Ottawa, wo er vor allem über die Innenpolitik berichtete. Neben diesem Job baute er sich mit der Zeit die eigene Produktionsfirma Skyfly Productions auf, in der er seit dem Ende bei Chum TV arbeitet. Pürstl war als offizieller Kameramann mit Königin Elisabeth II. und deren Familie unterwegs. Zudem arbeitete er als Produzent, Kameramann und Editor auch für Big North Media.

## Erfolge

### Weltcup-Platzierungen
| Saison  | Platz | Punkte |
| ------- | ----- | ------ |
| 1979/80 | 29    | 35     |

### Vierschanzentournee-Platzierungen
| Saison  | Platz | Punkte |
| ------- | ----- | ------ |
| 1972/73 | 067.  | 652,5  |
| 1973/74 | 091.  | 383,2  |
| 1974/75 | 001.  | 879,0  |
| 1975/76 | 036.  | 725,3  |
| 1976/77 | 045.  | 663,1  |
| 1977/78 | 071.  | 289,9  |
| 1978/79 | 079.  | 273,5  |
| 1979/80 | 105.  | 182,7  |
| 1980/81 | 070.  | 293,6  |